# Delhy Tejero
Delhy Tejero (Toro, Zamora, 22 de febrer de 1904 - Madrid, 10 d'octubre de 1968) va ser una pintora i il·lustradora, avantguardista als inicis i costumbrista als darrers anys. La seva passió per l'Índia, així com d'altres indrets exòtics, explica el seu canvi de nom d'Adela a Delhy.

## Biografia
Adela Tejero Bedate va créixer en un ambient dominat per la religió, el seu pare era funcionari de l'ajuntament de Toro, i la seva mare va morir poc després de néixer ella.
El 1923 va marxar a Madrid, però per decisió paterna va estudiar taquigrafia i idiomes amb les monges, fins que el 1926 va aconseguir matricular-se a l'Academia de Bellas Artes de San Fernando, on va estudiar fins al 1930.
Va començar a publicar les seves il·lustracions en revistes i diaris de l'època com ABC, Blanco y Negro, La Esfera, Estampa i Crónica i, així, es pot traslladar a viure a la Residència de Senyoretes; s'hi estarà durant quatre anys, hi establirà contacte amb les intel·lectuals i els artistes que la freqüenten i prendrà contacte amb les noves tendències artístiques.
El 1933 va celebrar una exposició individual al Círculo de Bellas Artes de Madrid. Durant la guerra civil espanyola va fugir a París, on va experimentar amb el surrealisme, però va decidir tornar a Espanya a causa de l'ocupació nazi. Va exercir de professora de pintura mural en un centre d'arts i oficis de Madrid, i va guanyar medalles en diversos concursos d'art decoratiu.